# Động vật ăn trứng
Động vật ăn trứng hay động vật trộm trứng hay còn gọi là Oophagy đôi khi là Ophagy, nghĩa là "ăn trứng" là một hành vi của các loài động vật ăn phôi của trứng được sản xuất ra bởi buồng trứng, trong khi chúng vẫn còn ở trong tử cung của người mẹ. Các oophagy từ được hình thành từ (ᾠόν) cổ điển của Hy Lạp (Oion, trứng) và φᾱγεῖν một từ cổ điển Hy Lạp (phāgein, để ăn). Ngược lại, adelphophagy là ăn thịt của một phôi đa bào. 

## Các loài
Oophagy được cho là xảy ra trong tất cả các loài cá mập theo thứ tự bộ cá nhám thu và đã được ghi lại trong cá ngừ mắt to (Alopias superciliosus), các con cá nhám đuôi dài (A. pelagicus), các ngừ mako vây ngắn (Isurus oxyrinchus) và cá mập (Lamna nasus) trong số những người khác, cá mập (Nebrius ferrugineus) và trong họ Pseudotriakidae. Điều này thực tế có thể dẫn đến phôi lớn hơn hoặc chuẩn bị cho một lối sống săn mồi.
Oophagy cũng được sử dụng để chỉ những hành vi trứng ăn tổng quát hơn như những người thực hiện bởi một số loài rắn và các loài bò sát. Tương tự như vậy, thuật ngữ này có thể được sử dụng để mô tả sự tàn phá của trứng không có chúa trong tổ của ong bắp cày nhất định xã hội, ong, và kiến. Điều này được thấy trong các con ong bắp cày loài Polistes biglumis và Polistes humilis. Oophagy đã được quan sát thấy trong Leptothorax acervorum và Parachartergus fraternus, nơi oophagy được thực hiện để tăng cường lưu thông và năng lượng tiêu thụ protein nhiều hơn.
Polistes fuscatus sử dụng oophagy như một phương pháp để thiết lập một hệ thống phân cấp thống trị; những con cái chiếm ưu thế sẽ ăn những quả trứng của con cái cấp dưới như vậy mà chúng không còn sản xuất trứng, có thể do rộng không cần thiết của năng lượng và tài nguyên. Hành vi này cũng đã được quan sát thấy trong một số loài ong. Những loài ong bao gồm Sulcatipes xylocopa và Bombus ruderatus, nơi ong chúa sẽ ăn ấu trùng lắng đọng do ong thợ hoặc bị đẩy ra họ khỏi tổ để duy trì sự thống trị trên các con ong thợ cái